# 25. siječnja
25. siječnja (25. 1.) 25. je dan godine po gregorijanskom kalendaru.
Do kraja godine ima još 340 dana (341 u prijestupnoj godini).

## Događaji
- 1913. – Ivan Bjelovučić preletio Alpe i postavio visinski rekord na 3200 m.
- 1924. – U sklopu Ljetnih olimpijskih igara održan je »Međunarodni tjedan zimskih športova«, kasnije poznat kao I. Zimske olimpijske igre
- 1938. – Aurora borealis nad Europom, vidljiva i u južnoj Europi, u noći s 25. na 26. siječnja (v. Tri fatimske tajne).[1][2]
- 1989. – Michael Jordan postigao svoj tisućiti koš u NBA ligi.
- 1997. – Obnovljen Hrvatski motociklistički savez, nakon razdvajanja Hrvatskog auto i moto športskog saveza (HAMŠS) na Hrvatski auto i karting savez i Hrvatski motociklistički savez.[3][4][5]

| - 1831. – Štefan Pinter, slovenski pjesnik († 1875.) - 1837. – Pavao Kolarić, hrvatski isusovac († 1862.) - 1864. – Julije Kempf, hrvatski književnik i povjesničar († 1934.) - 1874. – William Somerset Maugham, engleski književnik († 1965.) - 1882. – Virginia Woolf, engleska književnica, jedan od ključnih autora narativnoga modernizma i osnivačica feminističke književne kritike († 1941.) - 1921. – Smiljko Ašperger, hrvatski kemičar i akademik - 1927. – Antônio Carlos Jobim, brazilski skladatelj († 1994.) - 1942. – Eusébio, portugalski nogometaš porijeklom iz Mozambika - 1953. – Dražen Mužinić, hrvatski nogometaš - 1966. – Igor Večerina, hrvatski pjesnik - 1967. – David Ginola, francuski nogometaš - 1980. – Xavi, španjolski nogometaš - 1981. – Toše Proeski, makedonski pjevač († 2007.) - 1981. – Alicia Keys, američka pjevačica - 1983. – Ivana Brkljačić, hrvatska kladivašica - 1989. – Henri Belle, kamerunski nogometaš | - 390. – Grgur Nazijanski, kršćanski svetac (* o. 329.) - 477. – Gajzerik, vandalski kralj (* 389.) - 863. – Karlo Provansalski, karolinski kralj (* 845.) - 954. – Ašot II. od Taoa, gruzijski knez - 1067. – Yingzong od Sunga, kineski car (* 1032.) - 1366. – Henrik Suzo, njemački blaženik (* 1295.) - 1516. – Ferdinand II. Aragonski, španjolski kralj (* 1452.) - 1559. – Kristijan II., dansko-norveški kralj (* 1481.) - 1578. – Mihrimah, kćer Sulejmana I. (* 1522.) - 1726. – Guillaume Delisle, francuski kartograf i zemljopisac(* 1675.) - 1908. – Mihail Čigorin, ruski šahist (* 1850.) - 1925. – Ivan Vučetić, hrvatski izumitelj daktiloskopije (* 1452.) - 1947. – Al Capone, američki mafijaš (* 1899.) - 1978. – Skender Kulenović, bosanskohercegovački književnik (* 1910.) - 1981. – Adele Astaire, američka plesačica (* 1896.) - 1982. – Mihail Suslov, sovjetski političar (* 1902.) - 1990. – Ava Gardner, američka glumica (* 1922.) - 1992. – Ivo Grgurev, hrvatski pjesnik (* 1909.) - 1999. – Glenn Theodore Seaborg, američki kemičar i nobelovac (* 1912.) - 2010. – Ivan Prenđa, 68. zadarski nadbiskup (* 1939.) |

## Blagdani i spomendani
- Obraćenje Svetoga Pavla apostola
- završetak Molitvene osmine za jedinstvo kršćana
- Henrik Suzo

## Imendani
- Ananija
- Henrik
- Pavao, Pavla (i izvedenice)